# Palais Darányi
Le palais Darányi (en hongrois : Darányi-palota) est un édifice situé dans le 8e arrondissement de Budapest.